# Donji Volar
Donji Volar (cyr. Доњи Волар) – wieś w Bośni i Hercegowinie, w Republice Serbskiej, w mieście Prijedor. W 2013 roku liczyła 160 mieszkańców.